# Austin Stack

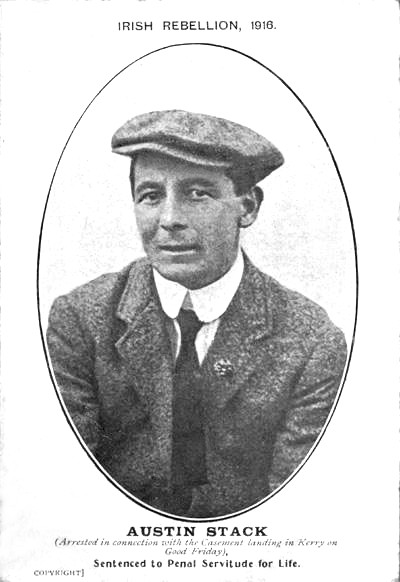
Austin Stack

Austin Stack (irisch Aibhistín de Staic, * 7. Dezember 1879 in Tralee, County Kerry; † 1. April 1929 in Dublin) war ein irischer Politiker der Sinn Féin.

## Biografie
Nach seinem Eintritt in die Irische Republikanische Bruderschaft 1908 begann er sich zunehmend politisch für die Souveränität Irlands zu engagieren und war später Kommandeur der Freiwilligenbrigade des County Kerry während des Osteraufstands 1916. Wegen seiner Teilnahme an diesem Aufstand wurde er zunächst zu lebenslanger Zwangsarbeit verurteilt, allerdings im Juni 1917 im Rahmen einer Generalamnestie entlassen.
Stack, der von 1918 bis 1922 auch Mitglied des House of Commons des Vereinigten Königreiches war, wurde 1919 als Kandidat der Sinn Féin erstmals zum Abgeordneten (Teachta Dála) des Unterhauses (Dáil Éireann) gewählt und vertrat dort zunächst die Interessen des Wahlkreises Kerry West und dann von 1921 bis 1923 von Kerry-Limerick West.
Zwischen dem 16. Januar und dem 29. Juni 1920 war er Stellvertretender Innenminister (Substitute Minister for Home Affairs) und dann vom 16. August 1921 bis zum 9. Januar 1922 Minister for Home Affairs, einem Ministerium, das dem heutigen Justizministerium entspricht. Dabei gehörte er zuletzt innerhalb der aufgrund des Anglo-Irischen Vertrages gespaltenen Sinn Féin zu den Gegnern dieses Vertrages (Anti-Treaty).
Aus Protest gegen den Vertrag nahm er auch an dem zwischen Juni 1922 und April 1923 dauernden Irische Bürgerkrieg teil. Nachdem er 1923 verhaftet wurde, begab er sich in einen Hungerstreik von 41 Tagen, von dessen Folgen er sich gesundheitlich nie wieder richtig erholte. Erst im Juli 1924 wurde er aus der Haft entlassen.
Obwohl er 1923 und 1927 als Kandidat der Sinn Féin wieder zum Unterhausabgeordneten im Wahlkreis Kerry gewählt wurde, nahm er seinen Sitz nicht ein und verzichtete schließlich bei den Wahlen im September 1927 auf eine erneute Kandidatur.
Stack, der auch ein bekannter Gaelic-Football-Spieler war und 1904 als Kapitän mit der Mannschaft des County Kerry die All-Ireland Senior Football Championship gewann, war zeitweise auch Präsident der Gaelic Athletic Association.